# Joseph Sieff
Joseph Edward Sieff (1905-1982, également appelé Teddy Sieff) est un homme d'affaires britannique président des magasins Marks & Spencer et vice-président de la "Fédération sioniste britannique"
Sieff a effectué la majorité de sa carrière chez M&S, tout comme son frère Israel Sieff. Teddy a succédé à Israël en tant que président  M&S en 1967, conservant son poste jusqu'en 1972.  Il a alors été remplacé à la présidence par le fils d'Israël, Marcus Sieff.
En 1973, Teddy Sieff a survécu à une tentative d'assassinat du Front Populaire de Libération de la Palestine. Le 30 décembre, un homme du FPLP, Ilich Ramírez Sánchez (alias Carlos le Chacal) se rend au domicile de Sieff à St John's Wood et ordonne à la femme de chambre de le mener auprès de Sieff. Le trouvant dans sa baignoire, Carlos lui tire une balle avec son pistolet Tokarev TT 33; Elle rebondit sur Sieff juste entre son nez et sa lèvre supérieure, ce qui l'assomme ; l'arme s'enraye ensuite et Carlos prend la fuite.
La tentative d'assassinat a été mise en scène dans la mini-série, Carlos sortie en 2010. Des images d'archives ainsi qu'une interview avec Sieff sont également incluses dans la mini-série.